# Porsche Tennis Grand Prix 2022
Porsche Tennis Grand Prix 2022 byl tenisový turnaj hraný jako součást ženského profesionálního okruhu WTA Tour v Porsche-Areně na krytých antukových dvorcích. Konal se mezi 18. a 24. dubnem 2022 v německém Stuttgartu jako čtyřicátý čtvrtý ročník turnaje.
Turnaj dotovaný 611 210 eury patřil do kategorie WTA 500. Představoval jedinou ženskou událost sezóny 2022 na krytých antukových dvorcích. Ve startovním poli bylo sedm členek první světové desítky. V důsledku invaze Ruska na Ukrajinu na konci února 2022 řídící organizace tenisu ATP, WTA a ITF s grandslamy rozhodly, že ruští a běloruští tenisté mohli dále na okruzích startovat, ale do odvolání nikoli pod vlajkami Ruska a Běloruska.
Sedmé vítězné finále za sebou proměnila v sedmý singlový titul na okruhu WTA Tour polská světová jednička Iga Świąteková. Od únorového Qatar Open 2022 vyhrála na čtyřech turnajích všech 23 zápasů a jako první hráčka v sezóně zvítězila ve 30 utkáních. Čtyřhru ovládl americko-nizozemský pár Desirae Krawczyková a Demi Schuursová, jehož členky získaly premiérovou společnou trofej.

## Rozdělení bodů a finančních odměn

### Rozdělení bodů
| Soutěž  | Soutěž | vítězky | finalistky | semifinalistky | čtvrtfinalistky | 16 v kole | 28 v kole | Q  | Q2 | Q1 |
| ------- | ------ | ------- | ---------- | -------------- | --------------- | --------- | --------- | -- | -- | -- |
| dvouhra | [ 4 ]  | 470     | 305        | 185            | 100             | 55        | 1         | 25 | 13 | 1  |
| čtyřhra | [ 5 ]  | 470     | 305        | 185            | 100             | 1         | —         | —  | —  | —  |

### Finanční odměny
| Soutěž                                | Soutěž      | vítězky  | finalistky | semifinalistky | čtvrtfinalistky | 16 v kole | 28 v kole | Q2      | Q1      |
| ------------------------------------- | ----------- | -------- | ---------- | -------------- | --------------- | --------- | --------- | ------- | ------- |
| dvouhra                               | [ 4 ] [ 6 ] | 93 823 € | 58 032 €   | 33 879 €       | 17 806 €        | 9 081 €   | 6 540 €   | 5 367 € | 3 226 € |
| čtyřhra                               | [ 5 ]       | 31 452 € | 19 113 €   | 10 863 €       | 5 645 €         | 3 387 €   | —         | —       | —       |
| částky ve čtyřhře jsou uváděny na pár |             |          |            |                |                 |           |           |         |         |

## Ženská dvouhra

### Nasazení
| Stát                          | Hráčka             | WTA | Nasazení |
| ----------------------------- | ------------------ | --- | -------- |
| Polsko                        | Iga Świąteková     | 1.  | 1.       |
| Španělsko                     | Paula Badosová     | 3.  | 2.       |
|                               | Aryna Sabalenková  | 4.  | 3.       |
| Řecko                         | Maria Sakkariová   | 5.  | 4.       |
| Estonsko                      | Anett Kontaveitová | 6.  | 5.       |
| Česko                         | Karolína Plíšková  | 7.  | 6.       |
| Tunisko                       | Ons Džabúrová      | 9.  | 7.       |
| Spojené království            | Emma Raducanuová   | 12. | 8.       |
| Žebříček WTA k 11. dubnu 2022 |                    |     |          |

### Jiné formy účasti
Následující hráčky obdržely divokou kartu do hlavní soutěže:
- Jule Niemeierová
- Laura Siegemundová

Následující hráčky postoupily z kvalifikace
- Eva Lysová
- Chloé Paquetová
- Storm Sandersová
- Nastasja Schunková

### Odhlášení
před zahájením turnaje
- Viktoria Azarenková → nahradila ji  Petra Kvitová
- Danielle Collinsová → nahradila ji  Čang Šuaj
- Barbora Krejčíková → nahradila ji  Viktorija Golubicová
- Jeļena Ostapenková → nahradila ji  Bianca Andreescuová
- Anastasija Pavljučenkovová → nahradila ji  Markéta Vondroušová
- Elina Svitolinová → nahradila ji  Camila Giorgiová

## Ženská čtyřhra

### Nasazení
| Stát                                                                      | Hráčka              | Stát             | Hráčka           | WTA | Nasazení |
| ------------------------------------------------------------------------- | ------------------- | ---------------- | ---------------- | --- | -------- |
| USA                                                                       | Coco Gauffová       | Čína             | Čang Šuaj        | 15. | 1.       |
| USA                                                                       | Desirae Krawczyková | Nizozemsko       | Demi Schuursová  | 40. | 2.       |
| Ukrajina                                                                  | Ljudmyla Kičenoková | Austrálie        | Storm Sandersová | 53. | 3.       |
| Japonsko                                                                  | Šúko Aojamová       | Čínská Tchaj-pej | Čan Chao-čching  | 64. | 4.       |
| Žebříček WTA k 11. dubnu 2022; číslo je součtem umístění obou členek páru |                     |                  |                  |     |          |

### Jiné formy účasti
Následující pár obdržel divokou kartu do hlavní soutěže:
- Jule Niemeierová /  Nastasja Schunková

### Odhlášení
před zahájením turnaje
- Nadija Kičenoková /  Ioana Raluca Olaruová → nahradily je  Nadija Kičenoková /  Anastasia Rodionovová
- Vivian Heisenová /  Monica Niculescuová → nahradily je  Vivian Heisenová /  Panna Udvardyová
- Jekatěrine Gorgodzeová /  Sabrina Santamariová → nahradily je  Andreea Mituová /  Sabrina Santamariová
- Ellen Perezová /  Nicole Melicharová-Martinezová → nahradily je  Jessy Rompiesová /  Peangtarn Plipuečová

## Přehled finále

### Ženská dvouhra
- Iga Świąteková vs. Aryna Sabalenková, 6–2, 6–2

### Ženská čtyřhra
- Desirae Krawczyková /  Demi Schuursová vs.  Coco Gauffová /  Čang Šuaj, 6–3, 6–4